# Pakora

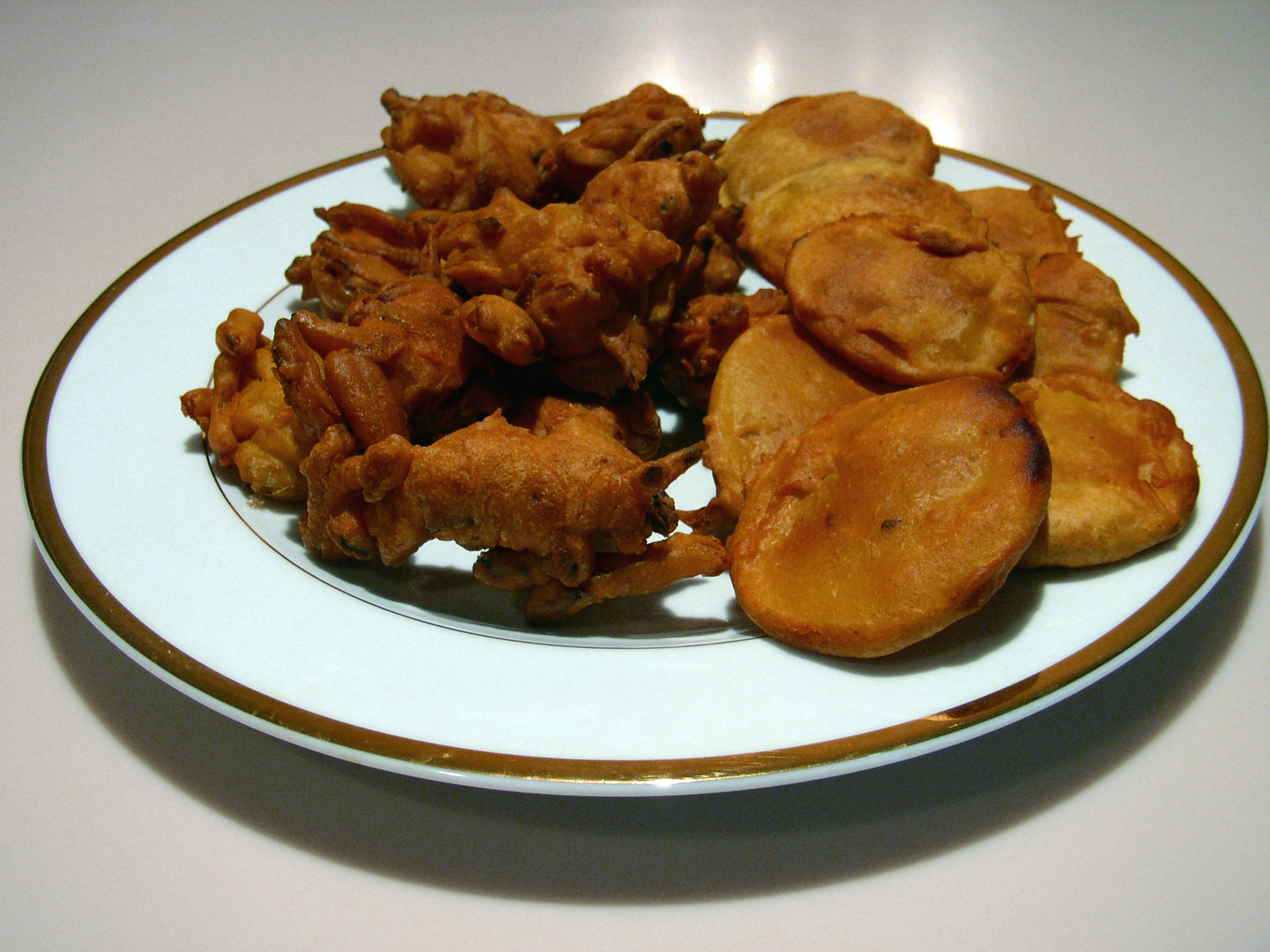
Prato de Pakora

Pakora, também chamado de Pakoda, Pakodi, Fakkura, Bhajiya, Bhajji, Bhaji ou Ponako, é um prato das culinárias da Índia e do Paquistão, muito condimentado, com vegetais, ervas (geralmente coentros) e especiarias. 
Os pakoras de cebola são feitos em forma de bolas, envolvidos em farinha e fritos. São realmente apetitosos e é um prato muito forte.

## Etimologia
A palavra Pakora é derivada do Sânscrito पक्ववट, uma mistura entre pakva ('cozinhado') e vaṭa ('caroço pequeno').